# 우즈중
우즈중(중국어: 吳志中, 병음: Wú Zhìzhōng, 1965년 ~ )은 중화민국의 정치학자이자 외교관으로 현재 중화민국 외교부 정무차장 겸 외교 및 국제사무 학원 원장을 역임하고 있다. 주프랑스 타이베이 대표를 역임한 바가 있다.
1989년부터 1998년까지 프랑스 파리에서 유학했으며, 팡테옹 소르본 대학교 외교학과 석사, 파리 제8대학교 지정학과 석사, 파리 제9대학 조직정치학과 석사, 그리고 팡테옹 소르본 대학교 정치학 박사 등을 취득했다.

## 같이 보기
- 중화민국 외교부